# Maltese First Division 1912/1913
Soutěžní ročník Maltese First Division 1912/13 byl 3. ročníkem Maltese First Division, nejvyšší maltské fotbalové ligy. Soutěž byla v této sezóně rozšířena z 5 na 8 účastníků, avšak Valletta United byla později diskvalifikována, protože její hráči v zápase proti Florianě odešli ze hřiště na protest proti gólu soupeře. Šampionem se potřetí v řadě stala Floriana.

## Tabulka
| Poř. | Tým                 | Z | V | R | P | VG | OG | B  |
| ---- | ------------------- | - | - | - | - | -- | -- | -- |
| 1.   | Floriana            | 6 | 6 | 0 | 0 | 21 | 0  | 12 |
| 2.   | Ħamrun Spartans     | 6 | 5 | 0 | 1 | 29 | 5  | 10 |
| 3.   | Sliema Wanderers    | 6 | 4 | 0 | 2 | 14 | 11 | 8  |
| 4.   | Melita - Vittoriosa | 6 | 3 | 0 | 3 | 7  | 16 | 6  |
| 5.   | Msida Rangers       | 6 | 2 | 0 | 4 | 3  | 10 | 4  |
| 6.   | St. George's        | 6 | 1 | 0 | 5 | 3  | 9  | 2  |
| 7.   | Senglea Shamrocks   | 6 | 0 | 0 | 6 | 2  | 28 | 0  |

|  | Vítěz ligy |

Tým Valletta United byl diskvalifikován.